# British Electric Foundation
B.E.F. (ou British Electric Foundation) est une formation musicale britannique créée par Martyn Ware et Ian Craig Marsh, deux anciens membres de The Human League. C’est en même temps une société de production qui édite les propres réalisations du duo.
Ce projet est mené en parallèle du groupe Heaven 17 formé par les deux hommes avec Glenn Gregory comme chanteur principal.
Alors que les première réalisations du groupe proposent des pistes instrumentales très orientées synthpop et musique électronique, les productions suivantes sont des essentiellement des reprises, chantées par des invités prestigieux, interprétées dans un style plus soul et funk.

## Biographie
En octobre 1980, Martyn Ware et Ian Craig Marsh quittent Human League, le groupe qu’ils ont fondé en 1978 avec Phil Oakey. Ils forment tous deux le projet British Electric Foundation. La société qu'ils viennent de créer signe avec Virgin Records un accord ambitieux qui prévoit la livraison de six albums par an, incluant les réalisations de Heaven 17. Le logo B.E.F. apparaîtra d'ailleurs sur les trois premiers albums d'Heaven 17.
Leur première réalisation est un album intitulé Music For Stowaways. Sorte d’hommage à Sony qui sort alors son tout premier walkman, il paraît uniquement en cassette, publié à 10 000 exemplaires numérotés, le 31 mars 1981. Adi Newton, du groupe Clock DVA, et John Wilson, bassiste et guitariste de Heaven 17, participent au projet sur deux titres. Cet album instrumental et électronique, contient le morceau Groove Thang, qui est le prototype du hit (We Don't Need This) Fascist Groove Thang d’Heaven 17, publié au même moment. Plus tard la même année paraît Music For Listening To, un disque vinyle qui reprend la majeure partie des morceaux de cette cassette, et distribué essentiellement aux États-Unis. À la fin des années 1990, un CD portant ce titre contient l’intégralité des pistes des deux versions.
La deuxième production du groupe, Music of Quality and Distinction (Vol. 1), sort en 1982 sur Virgin Records. Le duo a invité plusieurs vedettes à venir chanter sur cet album, dont Tina Turner, Gary Glitter et Sandie Shaw. Mais le disque, qui contient de nombreuses reprises, est inscrit sous la mention « Various Artist » dans le UK Albums Chart, plutôt que sous le nom British Electric Foundation. En 1983, Martyn Ware et Ian Craig Marsh produisent le single Let's Stay Together de Tina Turner, une reprise d'Al Green qui se classe no 6 au Royaume-Uni. En 1987, ils produisent le premier album de Terence Trent D'Arby.
Il faut ensuite attendre 1991, pour que sorte Music of Quality and Distinction Volume 2. Il contient des participations de Tina Turner, Billy Mackenzie, Lalah Hathaway, Terence Trent D'Arby et Green Gartside de Scritti Politti.
En mars 2007, B.E.F. se produit pour la première fois sur scène, dans le cadre du concert hommage à Billy MacKenzie qui se tient au Shepherd's Bush Empire à Londres. Le line-up est composé de Martyn Ware aux claviers, d'un guitariste/claviériste et d'un bassiste, avec Glenn Gregory, Billie Godfrey et Claudia Brücken du groupe Propaganda au chant. Un second concert a lieu au Roundhouse de Londres en 2011, avec les chanteurs Boy George, Kim Wilde, Andy Bell d’Erasure, Midge Ure, Green Gartside, Martin Fry d'ABC, Sandie Shaw et Glenn Gregory. Il est suivi de deux autres prestations à Londres et Sheffield la même année.
L’album Dark Music of Quality and Distinction Vol. 3 sort le 27 mai 2013. Martyn Ware est désormais seul aux commandes. Le concept se concentre sur des interprétations sombres de titres originellement plus enjoués. On y retrouve les contributions de Boy George, Sandie Shaw, Kim Wilde, Green Gartside, Andy Bell, Shingai Shinowa (Noisettes), Kate Jackson (The Long Blondes), Polly Scattergood, Billie Godfrey, Glenn Gregory et Sarah Jane Morris,.
En 2015, le magazine Uncut inclut Music For Stowaways dans sa liste des « 50 plus grands albums perdus de tous les temps ».

## Albums
- Music For Stowaways (B.E.F. - 1981)
- Music For Listening To (B.E.F. - 1981)
- Music Of Quality and Distinction Volume One (B.E.F./Virgin - 1982) - # 25 UK
- Music Of Quality and Distinction Volume Two (B.E.F./Virgin - 1991)
- Music Of Quality and Distinction Volume Three - Dark (B.E.F./Wall of Sound - 2013)